# 홍광천
홍광천(1972년 6월 22일 ~)은 삼성 라이온즈의 전 야구 선수다.

## 출신 학교
- 군산상업고등학교
- 경남대학교

## 같이 보기
- 1996년 삼성 라이온즈 시즌